# Autorretrato (Bonvin)
En 1847, el pintor francés François Bonvin realizó un autorretrato, siendo una de sus primeras obras.